# 預期付款系統
預期付款系統（英語：Prospective payment system，PPS），是幾種運用預先已設定費率的醫療保險費用報銷方式，也就是說對於代碼相同的治療，基本上金額為固定，並未把實際服務的內容考慮在內。

## 支付的項目
這種支付方式是使用一種由聯邦醫療保險（Medicare）預先設定好的費率，向醫院支付費用的系統。付款通常是根據保險理賠中使用到的各式醫療服務代碼作計費基礎，例如：
- 住院病人依據醫院診斷相關組（英语：Diagnosis-related group）的病例分類代碼
- 根據醫院門診給付分類（英语：Ambulatory Payment Classification）病例代碼
- 根據當代醫療照護術語匯集（英语：Current Procedural Terminology）對其他門診病例代碼

## 歷史
PPS是由聯邦醫療保險和聯邦醫療補助服務中心（CMS）根據《1983年美國社會安全保險修正法案（ Social Security Amendments Act of 1983）》所制定的支付方式，以應對昂貴的醫療費用問題。無論醫療衛生提供者的服務內容，CMS都根據固定的費率支付。這樣做是為了鼓勵醫院把高昂的醫療費用有所降低。
CMS在2000年把對聯邦合格醫療中心（FQHC）的門診醫療報銷系統改變，改用Medicare和聯邦醫療補助（Medicaid）的預期付款系統。在此系統下，FQHC對享有Medicaid福利的患者所做的每次就診收取固定的費用，而不論門診時間的長短，或是門診的內容。Medicaid的PPS的費率針對不同地區的FQHC會有不同的定價。費率經過各州Medicaid管理機構的財務會計程序作確定和更新。相較之下，Medicare的FQHC PPS費率（以前稱為統包報銷費率（All Inclusive Reimbursement Rate）），不同的FQHC都使用相同的費率。 

## 其他接受PPS支付的機構
除了FQHC以外，其他向Medicaid患者提供門診服務的單位，同樣採用PPS收費方式的有：
- 與FQHC相似的單位（根據《公共衛生服務法案（英语：Public Health Service Act）》第330條並未獲得聯邦撥款的美國社區衛生中心（英语：community health centers in the United States），但它們其他方面都符合FQHC的地位。）
- 印第安人醫療服務局（英语：Indian Health Service）所屬的衛生中心[5]
- 農村衛生診所（英语：rural health clinic）（迄2018年，在美國的44個州，共有4,300個這樣的診所）[6][7]